# Renata Bucher
Pour les articles homonymes, voir Bucher.
Renata Bucher née le 30 mai 1977 à Lucerne en Suisse est une triathlète professionnelle, multiple championne d'Europe de cross triathlon.

## Biographie

### Autres disciplines
Elle termine 14e aux championnats d'Europe de VTT en 2007 et 91e aux championnats du monde de cross-country en 2003.
Elle remporte le semi-marathon de Lucerne en 2007 avec un temps de 1 h 21 min 16 s.

## Palmarès
Le tableau présente les résultats les plus significatifs (podium) obtenus sur le circuit national et international de triathlon et de duathlon depuis 2005.
| Année | Compétition                              | Pays             | Position          | Temps           |
| ----- | ---------------------------------------- | ---------------- | ----------------- | --------------- |
| 2015  | Championnats d'Europe de triathlon cross | Allemagne        | Médaille d'or     | 2 h 57 min 11 s |
| 2014  | Xterra Guam                              | États-Unis       | Médaille d'or     | 3 h 3 min 52 s  |
| 2014  | Xterra Philippines                       | Philippines      | Médaille d'or     | 3 h 24 min 59 s |
| 2013  | Xterra Nouvelle-Zélande                  | Nouvelle-Zélande | Médaille d'or     | 2 h 15 min 27 s |
| 2013  | Championnats de Suisse de duathlon       | Suisse           | Médaille d'argent | 1 h 44 min 29 s |
| 2012  | Xterra Guam                              | États-Unis       | Médaille d'or     | Timing          |
| 2012  | Xterra Philippines                       | Philippines      | Médaille d'or     | 2 h 53 min 33 s |
| 2011  | Xterra France                            | France           | Médaille d'or     | 3 h 31 min 16 s |
| 2011  | Championnats d'Europe de triathlon cross | Hongrie          | Médaille d'or     | 2 h 5 min 13 s  |
| 2011  | Triathlon EDF Alpe d'Huez                | France           | Médaille d'argent | Timing          |
| 2010  | Xterra République Tchèque                | Tchéquie         | Médaille d'or     | Timing          |
| 2010  | Xterra Saipan                            | États-Unis       | Médaille d'or     | Timing          |
| 2009  | Xterra Allemagne                         | Allemagne        | Médaille d'or     | Timing          |
| 2009  | Championnats d'Europe de triathlon cross | Italie           | Médaille d'or     | 2 h 49 min 10 s |
| 2009  | Xterra Saipan                            | États-Unis       | Médaille d'or     | Timing          |
| 2008  | Xterra France                            | France           | Médaille d'or     | Timing          |
| 2008  | Xterra Allemagne                         | Allemagne        | Médaille d'or     | Timing          |
| 2008  | Xterra Japon                             | Japon            | Médaille d'or     | 2 h 51 min 29 s |
| 2006  | Xterra Royaume-Uni                       | Royaume-Uni      | Médaille d'or     | Timing          |
| 2006  | Xterra Italie                            | Italie           | Médaille d'or     | Timing          |
| 2006  | Xterra France                            | France           | Médaille d'or     | Timing          |
| 2005  | Xterra Autriche                          | Autriche         | Médaille d'or     | Timing          |